# Доспехи бога: В поисках сокровищ
«Кунг-фу Йога», вышедший в российский прокат под названием «Доспехи бога: В поисках сокровищ» (кит. 功夫瑜伽) — китайская приключенческая комедия режиссёра Стэнли Тонга с Джеки Чаном в главной роли. Сиквел фильма «Миф» (2005).
Фильм вышел в Китае 28 января 2017 года, в Индии — 3 февраля. Премьера в РФ состоялась 8 мая 2017 года.

## Сюжет
Джек, известный профессор археологии из Музея Терракотовой армии в Сиане, объединяется с молодым индийским профессором Ашмитой из Индийского королевского института музейных исследований Раджастхана, чтобы найти потерянное сокровище Магадхи в Тибете. С помощью современных технологий команда двух профессоров находит сокровище под замёрзшим озером. Однако, их прерывает группа наёмников под руководством Рэндалла, который крадёт сокровище и оставляет учёных умирать. Во время этой неразберихи Джонс, член команды Джека, который считает себя больше охотником за сокровищами, чем археологом, убегает, взяв с собой артефакт с большим бриллиантом. Джеку и Ашмите удаётся вырваться из подземной ледяной пещеры через скрытый под водой проход.
Две недели спустя артефакт с бриллиантом в 212 карат оказывается в Дубае на аукционе. Чтобы спасти свою работу, Джек пытается вернуть артефакт с помощью богатого друга. Джек побеждает на аукционе, но снова вмешивается Рэндалл со своими головорезами. Происходит погоня на скоростных машинах по дорогам Дубая. В конце погони Ашмита перехватывает артефакт и скрывается с ним. Джек отправляется по её следам и узнаёт, что Ашмита — не та, за кого себя выдавала: она не профессор, а наследница королевской семьи Магадхи. Ашмита объясняет, что этот артефакт в их семейных хрониках известен как «Глаз Шивы» и является ключом к спрятанным огромным сокровищам.
Она просит Джека помочь ей найти сокровище и защитить его от попадания в чужие руки. Джек и Ашмита обнаруживают, что артефакт является частью скипетра, который открывает комнату в закрытой части священного храма, построенную с помощью Васту-шастра и астрономических положений того периода. Рэндалл похищает Джека и Ашмиту и требует найти для него сокровище, потому что оно принадлежит его семье. Они находят комнату с загадками, в которой неправильный шаг может стоить жизни.
Герои достигают подземного храма Шивы, сделанного из золота и находящегося рядом с укромным водопадом. Группа Рэндалла начинает доставать драгоценные камни и бриллианты из храмовых украшений и искать сокровища, но обнаруживает, что сокровища, о которых говорилось в легенде, это древние знания о медицине, буддизме и многом другом. В отчаянии Рэндалл пытается всё уничтожить, но Джек, Ашмита и их команда пытаются остановить Рэндалла. В драке Джек, чтобы победить Рэндалла, использует принципы йоги и кунг-фу, и убеждает Рэндалла в огромном значении их открытия. Тем временем группа санньясин спускается через обнаруженный проход, они видят великолепие божества в подземном храме и начинают петь и танцевать от радости. Сражающиеся противники, понимая мелочность своих поступков, перестают драться и присоединяются к выражению счастья.

## В ролях
| Актёр        | Роль     |
| ------------ | -------- |
| Джеки Чан    | Джек     |
| Аариф Ли     | Джонс Ли |
| Чжан Исин    | Стенли   |
| Мия Муци     | Наоми    |
| Сону Суд     | Рэндалл  |
| Диша Патани  | Ашмита   |
| Амира Дастур | Кайра    |
| Чжан Голи    |          |
| Эрик Цан     |          |

## Производство
В мае 2015 года на пресс-конференции, посвящённой китайско-индийскому сотрудничеству в области киноиндустрии, Джеки Чан заявил, что фильм «Кунг-фу йога» можно считать сиквелом фильма «Миф».
Основные съёмки начались в сентябре 2015 года. Они проходили в Сиане, Дубае, Исландии, Индии и несколько раз в Пекине.
Изначально фильм планировался как совместная китайско-индийская продукция. Однако индийская компания Viacom 18 покинула производство.
В мае 2016 года съёмки закончились и началась стадия постпроизводства.

## Выход
Права на фильм купили прокатчики по всему миру — в Индии, Гонконге, Макао, Сингапуре, Южной Корее, Индонезии, Филиппинах, Тайване, Таиланде, Малайзии, Брунее, Вьетнаме, Камбодже, Лаосе, Мьянме, США, Канаде, Австралии, Новой Зеландии, Великобритании, Италии, России, Латинской Америке, Турции и Ближнем Востоке.

## Саундтрек
Натан Вонг написал оригинальную музыку. Полный альбом саундтрека был выпущен в 2017 году.
| №                   | Название                | Исполнитель                   | Длительность |
| ------------------- | ----------------------- | ----------------------------- | ------------ |
| 1.                  | «Beautiful Fairy Tales» | Джеки Чан, M.I.C.             | 3:36         |
| 2.                  | «Curry Flavor»          | Джеки Чан, Чжан Ишань, Ян Цзы | 3:12         |
| 3.                  | «Money Home»            | Manihong                      | 3:30         |
| Общая длительность: | Общая длительность:     | Общая длительность:           | 10:18        |

## Критика
Фильм получил смешанные отзывы кинокритиков. На сайте Rotten Tomatoes фильм имеет рейтинг 48 % на основе 23 рецензий со средним баллом 4,7 из 10. На сайте Metacritic фильм имеет оценку 50 из 100 на основе 9 рецензий критиков, что соответствует статусу «смешанные или средние отзывы».